# Vladimir Kozak
 Vladimir Kozak , born (12 tháng 6 năm 1993) là một cầu thủ bóng đá người Uzbekistan gốc Ukraina hiện tại thi đấu cho Pakhtakor Tashkent ở Giải bóng đá vô địch quốc gia Uzbekistan.

## Sự nghiệp
Anh dành toàn bộ sự nghiệp thi đấu với Pakhtakor Tashkent. Anh gia nhập đội bóng Uzbekistan năm 2010. Anh có màn ra mắt trước Bunyodkor. Tại mùa giải 2012 anh ghi 5 bàn thắng, bao gồm trước Buxoro. Mùa giải 2014, Kozak cũng ghi 5 bàn và giành chức vô địch thứ 2 cùng với Pakhtakor.

## Sự nghiệp quốc tế
Ngày 29 tháng 5 năm 2014 anh có màn ra mắt chính thức cho đội tuyển quốc gia trong trận giao hữu Uzbekistan - Oman.

## Danh hiệu

### Câu lạc bộ
- Giải bóng đá vô địch quốc gia Uzbekistan (2): 2012, 2014
- Á quân Giải bóng đá vô địch quốc gia Uzbekistan: 2010
- Cúp bóng đá Uzbekistan (1): 2011

### Quốc tế
- Giải vô địch bóng đá U-19 châu Á semifinal:  2012